# Jean-Paul Peuskens
Jean-Paul Peuskens (Bree, 26 november 1964) is een voormalig Belgisch politicus voor Vooruit.

## Levensloop
Hij werd geboren als de zoon van Vic Peuskens, die zelf voor de socialistische SP politiek actief was als gemeenteraads- en parlementslid. Jean-Paul Peuskens behaalde een graduaat in bedrijfsadministratie en werd beroepshalve bediende in de logistieke sector.
Peuskens bouwde een politieke carrière uit voor de SP en haar opvolgers sp.a en Vooruit. In 1991 volgde hij zijn vader op als gemeenteraadslid van Bocholt, hetgeen hij bleef tot eind 2018. Van 1995 tot 2006 was hij eerste schepen van de gemeente en nadien was hij van 2007 tot 2010 burgemeester.
Van 2000 tot 2003 was hij tevens provincieraadslid van Limburg. Vervolgens zetelde Peuskens van juni 2003 tot juni 2004 voor de kieskring Hasselt-Tongeren-Maaseik in het Vlaams Parlement als opvolger van Hilde Claes die de overstap maakte naar de Kamer van volksvertegenwoordigers. Gedurende zijn jaar als Vlaams Parlementslid zetelde hij in de commissie Openbare Werken, Mobiliteit en Energie.
Vanaf 2006 was Peuskens opnieuw provincieraadslid. Eind 2010 nam hij ontslag als burgemeester van de gemeente om gedeputeerde te worden in de provincie Limburg. Hij volgde daar zijn partijgenoot Sylvain Sleypen op, die bevoegd was voor toerisme, jeugd en media. Na de verkiezingen van 2012 werd hij opnieuw gedeputeerde verantwoordelijk voor onder meer onderwijs, vorming, mobiliteit, verkeer, veiligheid en wegenwerken. Zijn mandaat van gedeputeerde kwam ten einde in december 2018. Nadien was Peuskens tot eind 2022 fractieleider van sp.a/Vooruit in de Limburgse provincieraad en bleef hij nog tot eind 2024 provincieraadslid. Bij de verkiezingen van oktober 2024 was hij niet langer kandidaat.